# 西高瀬川
西高瀬川（にしたかせがわ）は、京都府京都市を流れる淀川水系の一級河川。

## 地理
京都市右京区嵯峨天竜寺角倉町(渡月橋の東、数百メートル)の一級河川桂川から取水し、京都市伏見区下鳥羽上向島町で鴨川に注ぐ。長さはおよそ15キロ。
流路は直線的で、直角に流れる方角を変える。
一級河川桂川から分流後、途中で一級河川有栖川と立体的に交差し、一級河川天神川に分断されていったん落水したのち、天神川からポンプアップされて三条坊町公園前で河川内に流出し東西に流れ、一部は西流して天神川に落水、一部は東流し、中京区壬生地区の天池町で南に向きを変える。そのまま南に流れた後、高樋町で西に転じ、森前町でさらに南向きに流れる。この後、下京区の西七条地区に入り西八反田町でまた西に向きを変え、八幡町で南に向く。南区に入ると吉祥院西ノ庄渕ノ西町で南東に転じ、JR西大路駅近辺を通り、吉祥院水環境保全センター（下水処理場）でまた南に向きを変え、最後は伏見区の下鳥羽上向島町で一級河川鴨川に合流する。

## 歴史

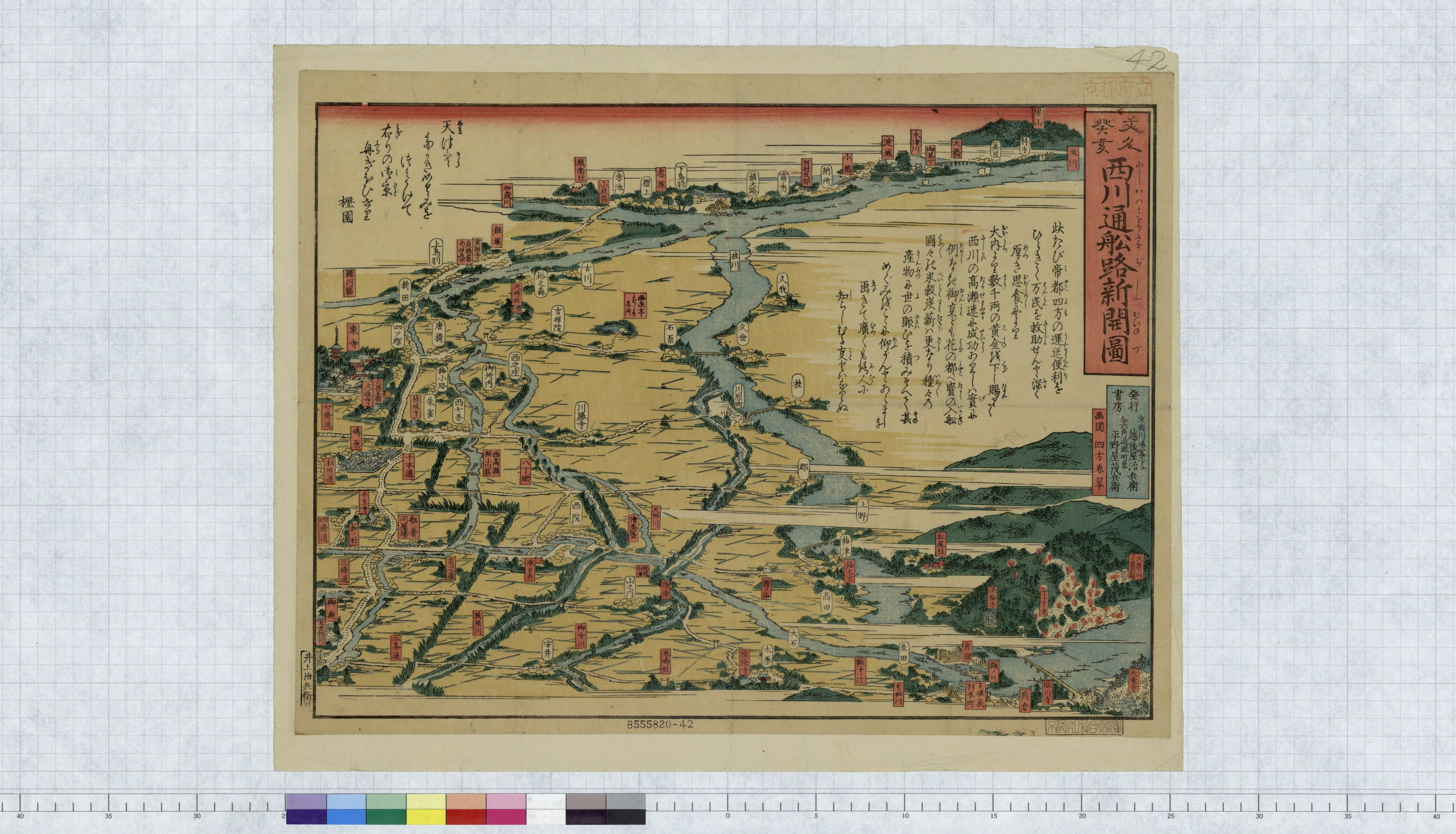
文久三年の京都の水路図　西高瀬の記載がある　京都府立京都学・歴彩館　京の記憶アーカイブより

江戸時代初期に角倉了以により大堰川が開削され、丹波地方と京都の間の水運が確保された。
その大堰川によって運ばれた丹波地方の木材などを、京都側の終点である渡月橋上流から市中心部に直接引き込むための運河として、文久3年（1863年）に嵯峨（渡月橋上流）～千本三条が開削された。開削は、淀の過書船支配をした豪家の河村与三右衛門が着工した。明治3年（1870年）、当時の京都府が引き継ぐ形で伏見の鴨川までを開通させる。なおこの開通の工事は京都府初の土木事業であった。明治17年（1884年）には、木材の筏流しを開始している。これにより丹波地方の木材輸送が効率化され、千本三条から千本四条は木材関連業が集まり、材木町が形成された。
運河以外にも、京友禅などの染物の工場から出る排水を流すための下水路としての役割も担っており川の色が日によって様々な色に変わったとも言われる。
また、農業の用水路としても活用されており、農業の繁忙期6～11月までの間は、農業用水の確保として筏は流さないよう、材木業者と農家の間で取り決められていた。このため筏を流すことができるのは、冬から翌年の春までの間だけであった。明治20年代の京都市の三大事業の一つ道路拡張事業で大堰川北側の共同浜埋め立て検討の際は、地元農民から西高瀬川の水量減少と水量汚染を懸念して反対があり、計画は取り消されるほど農家が重視していた川であった。
その後鉄道や道路などの陸運網が発達していくにつれ利用価値は次第に薄れていき、運河としての機能は失われた。
桂川取水口から天神川までの嵯峨や太秦ではある程度の水量がある。だが昭和10年（1935年）の京都大水害を機に、天井川だった天神川が御室川と合流させる形で御室川旧流路付近へと付け替えられて深く掘り下げられ、西高瀬川の水は全てが天神川に注がれる形に改修された。
さらに西大路三条付近で桂川と鴨川の分水嶺（天井川だった旧天神川の名残）を越えることになる上、西大路通り以西は天神川に向かって（上流に向かって）流れるように改修された事もあって、天神川～三条通の暗渠部辺りまでは溜まった雨水が流れる程度、もしくは干上がった状態になっており西大路三条付近では水が流れることは稀であった。
下京区の流域の一部（梅小路と右京区西京極地区の境界付近）では、堆積していた有害物質が雨水によって溶け出しても下流まで押し流すまでに至らずさらに堆積していき、悪臭や水質汚濁の原因になっている箇所もあった。
吉祥院から鴨川への合流部までは吉祥院水環境保全センターでオゾン処理された高度処理水が流入するため水量は多い。

そうした中、平成14年（2002年）に国土交通省「第二期水環境改善緊急行動計画」の対象河川に選定された。以後水に親しむ事のできる環境づくりや水質改善等を進め、天神川の水をポンプアップして三条坊町公園付近で西高瀬川に通水することで下流の水質や水環境を改善している。

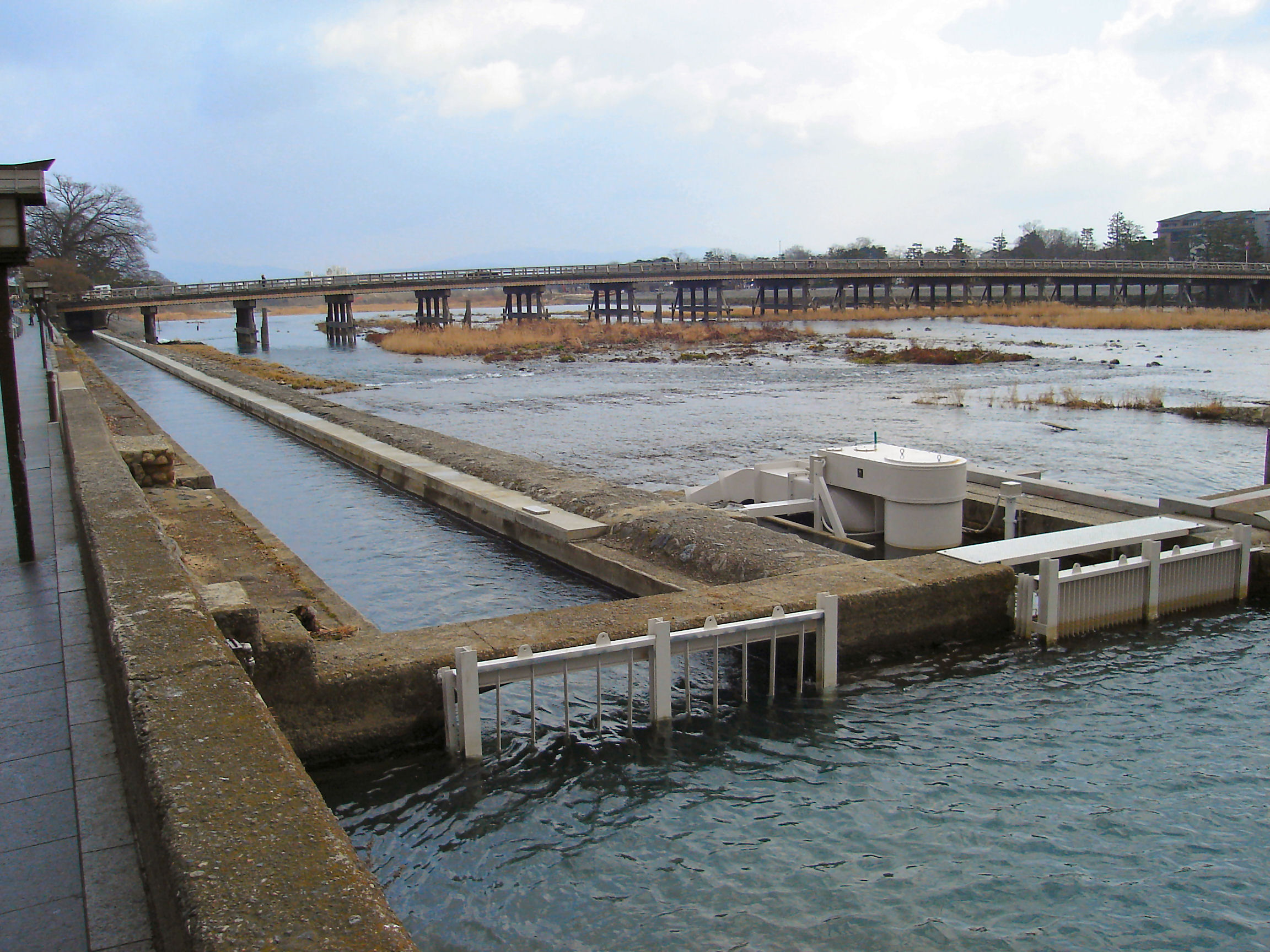
嵐山にある取水口、後方は渡月橋

## 流域の自治体
京都府
京都市右京区、中京区、下京区、南区、伏見区

## 西高瀬川に掛かる橋
小さい橋が多く掛けられており、特に太秦では住宅各戸に1本ずつ橋が掛けられている。また、河川そのものが小さく、名前が不明な橋も多い。

### 桂川取水口 ～ 有栖川立体交差
- 神明橋
- 五島橋
- 下五島橋
- 蜻蛉尻橋
- 明星橋

### 有栖川立体交差 ～ 天神川 合流
- 権兵衛橋
- 千代の道橋
- 安養寺橋
- 石垣橋
- 土本橋
- 棚森橋
- 椙ヶ本橋（梅津街道）
- 朱雀橋
- 滝ヶ花橋
- 滝ヶ花第二橋
- 門田橋

### 天神川分流 ～ 西小路三条
- 猿田彦小橋（三条通）
- 西五反田橋
- 目鏡橋
- 五反田橋
- 宮ノ前橋
- 島ノ内橋（西小路通）

### 三条通沿い（西小路通 ～ 千本通）
- 桑原橋（春日通）
- 三条坊橋
- 豊永橋
- 三条橋（西大路通）
- 新建町橋（西土居通）
- 北小路橋
- 南原橋（天神道）
- 桶之口橋
- 御前橋（御前通）
- 西月光橋
- 小倉橋
- 栂尾一号橋
- 栂尾二号橋

### 千本通沿い（三条通 ～ 四条通）
- 六角橋（六角通）
- 花井橋（蛸薬師通）
- 西高瀬川四条橋（四条通）

### 四条通沿い（千本通 ～ 御前通）
- 東新道橋
- 中新道橋
- 西新道橋

### 御前通沿い（四条通 ～ 西七条緯3号線）
- 綾小路橋（綾小路通）
- 辨天橋
- 仏光寺橋（仏光寺通）
- 高辻橋（高辻通）
- 松原橋（松原通）
- 西高瀬川五条橋（五条通）
- 御前田橋
- 上御所橋（西七条緯3号線）

### 西七条緯3号線沿い（西七条緯3号線 ～ 佐井西通）
- 行衛橋（御前通）
- 石ヶ坪橋（天神通）
- 西石ヶ坪橋（西土居通）
- 掛越橋（西大路通）
- 新橋（佐井東通）
- 大畑橋（春日通）

### 佐井西通沿い（佐井西通 ～ 七条通）
- 隅田橋（花屋町通）
- 八幡橋
- 名倉橋（北小路通）
- 月読橋（七条通）

### 七条通 ～ 東海道線
- 落合橋
- 向橋（塩小路通）
- 九重橋（八条通）
- 門口三ノ橋
- 門口二ノ橋
- 門口1の橋
- 第一吉祥院橋梁（東海道本線）

### 東海道線 ～ 鴨川合流
- 平垣橋
- 中島橋
- 清水橋
- 九条橋（九条通）
- 井ノ口橋
- 吉祥院橋（西国街道）
- 新橋
- 御幸橋
- 十条天神橋（御前通）
- 高畑橋
- 祥鳥橋（祥鳥橋通）
- 稲村橋
- 新上鳥羽橋（久世橋通）
- 上鳥羽橋（中山稲荷線）
- 鍋ヶ淵橋
- 清井橋
- 塔ノ森橋（御前通）
- 江川橋
- 上河原橋
- 天神橋（伏見向日線）